# Линия „Манерхайм“
Линията „Манерхайм“ (на фински: Mannerheim-linja) е отбранително съоръжение в Карелския провлак, построено от Финландия за защита срещу Съветския съюз. По време на Зимната война съоръжението става известно под името линия „Манерхайм“, по името на фелдмаршал Карл Густав Манерхайм. Линията е построена на два етапа: от 1920 до 1924 г. и от 1932 до 1939 г. Към ноември 1939 г., когато избухва Зимната война, линията съвсем не е завършена.

## История на строителството

### Фонова обстановка
След Октомврийската революция в Русия финландците обявяват независимост през 1917 г. Въпреки че Съветска Русия признава финландската независимост, Финладия не им се доверява. Отношенията между двете страни се влошават, след като Съветска Русия подкрепя Червената гвардия по време на Финландската гражданска война през 1918 г. След победата на Белогвардейците, група финландски комунисти бягат в Русия и основават Комунистическа партия на Финландия.
По принцип на комунизма се е гледало като на заплаха за демократичната система. Ситуацията е опасна за нова нация като Финландия, особено когато столицата на новата комунистическа революция е близкият Петроград. Освен това преди Тартуския мирен договор от 1920 г. районът на границата е неспокоен. Бившият генерал от имперска Русия Карл Густав Манерхайм твърдо се противопоставя на болшевиките. По време на гражданската война в Русия през 1919 г. финландците дори обмислят да подкрепят Белогвардейците в атака срещу Петроград, но този план е изоставен, тъй като военната ситуация в гражданската война се променя. Строителните работи в Карелския провлак вече са започнали, когато болшевиките печелят гражданската война през 1922 г.

### Планове от 1918 г.
По време на гражданската война във Финландия през 1918 г. финландското правителство и върховно командване започват да развиват отбранителни планове, за да защитават възможни нападателни пътища към Финландия от СССР. Основен такъв път е Карелският провлак. Най-застрашената част от провлака е на запад, близо до Финския залив, докато източната част е по-добре защитена от естествените водни пътища на Вуокса, Бурная и Суходолското езеро.
Първите планове за отбранителна линия са упълномощени за Манерхайм от шведския доброволен генерал-лейтенант А. Рапе в началото на май 1918 г. Линията на Рапе е поставена близо до границата и проектирана да защитава две железопътни линии, които пресичат границата и които биха могли да бъдат използвани в контраатака срещу Петроград. Когато Манерхайм се оттегля към края на Май, плановете на Репе са изоставени.
Младата нация не притежава охранителна войска и граничният район не е подсигурен. Охраната на границата в провлака е отговорност на 2-ра дивизия и местните белогвардейци до юни 1918 г. В тази си форма, на тях също е поверена охраната на строителството. Първите съоръжения са слаби складове без никакъв бетон.
Германия нарежда на полковник О. фон Бранденщайн да разучи отбранителните позиции в Карелския провлак. Той предоставя своя план на 16 юли. Той е първият, предложил използването на езерните провлаци, където малки езера разделят Карелския провлак на по-малки участъци земя, като отбранителни позиции. Неговият план първоначално е одобрен от висшето командване на Финландия през август 1918 г. През октомври 1918 г. финландското правителство отпуска 300 000 марки за работата, която ще бъде извършена от немски и финландски сапьори, както и руски военнопленници. Все пак отпуснатите пари не са достатъчни и липсата на строителни материали и квалифицирана работа ръка възпрепятстват строителството на адекватни укрепления. След загубата на Германия в Първата световна война, планът на фон Бранденщайн е изоставен.

### Бетонни бункери от 1919 – 1924 г.
През октомври 1919 г. финландският началник на щаб генерал-майор Оскар Енкел разполага линията, основно следвайки първоначалната посока, която фон Бранденщайн предлага. Майор Ж. Гро-Коаси, член на френската военна комисия, проектира фортификациите заедно с финландския полковник Йохан Фабритиус. По време на първия период на строителство Фабритиус предлага отбранителната линия да се премести повече на югоизток. Генералният щаб дискутира въпроса, но в крайна сметка се следват по-ранните планове на Енкел. Освен това недостатъчното финансиране води до разногласия между офицерите и Енкел се оттегля през 1924 г. Работите върху строителството спират за дълъг период.
Основният предприемач на укрепленията е финландската строителна компания Ab Granit Oy. Първите стотина малки бункера са построени в периода 1920 – 1924 г. Поради финансови причини, фортификациите в първата фаза са от бетон без желязо, което предоставя само частична защита. Плътността на компресия на бетона е твърде малка за да предложи устойчивост към нещо по-голямо от средна артилерия.

### Първи големи бункери от 1932 – 1937 г.
Втората строителна фаза започва на 1 април 1934 г. с Фабритиус като началник на строителните работи. Той проектира два нови вида бункери, Ink 1 и Ink 2. Бункерите са основно проектирани за настаняване на войски, но вратите са изработени в бронирани плочи през 1938 и 1939 г. Един бункер е бил 15 – 30 метра дълъг и 5 – 6 метра широк. Пионерен батальон построява шест бункера в района на село Инкиля (днес Зайцево).
Между 1932 и 1938 г. бюджетът за отбрана е такъв, че финландците могат да построяват едва два или три бункера на година. През 1936 и 1937 г. те построяват две големи опорни точки, Sk 10 и Sj 4 в районите около Суманкиля и Сумаярви. Два по-малки бункера, Le 6 и 7, в сектор Леипясуо, както и Ink 6 в сектор Инкиля също са построени. Новите бункери се различават от по-ранните проекти в това, че техните места за настаняване на войска са разположени между бойните камери, като така пестят от скъпия стоманобетон. Покривът е защитен с от два до три метра почва и от един до три метра камъни.

### Периодът 1938 – 1939 г.
Карелските защитни укрепления получава значително повече финансиране и ресурси от май 1938 г., докато обстановката в Европа се влошава. Финландците построяват нови крепости и модернизират старите. В Сумакиля и Сумаярви построяват два големи бункера тип Sk 11, един Sj 5 и един недовършен Sk 17. Тези бункери имат по-добра защита срещу огън, вентилация и люкове за наблюдение.
Близо до Муолаанярви (днес езеро Глубокое) финландците започват строителство на седем нови бункера, Su 1 – 7. Два други, Su 3 и Su 4, служат за настаняване, докато останалите са за картечници. Модернизират се и сградите, построени през 1920-те години. На старите бункери е добавена възможността за страничен огън. Входовете на някои бункери са затворени, с цел да се направят по-удачни за настаняване или като командни постове.
Към ноември 1939 г. линията все още не е завършена.

## Съветско разузнаване
Съветското разузнаване работи във Финландия на няколко нива. Финландската комунистическа партия, водена от СССР, има своя военна докладваща линия към Централния комитет. Разузнаването им е фокусирано върху финландската армия, записвайки местонахожденията на финландската артилерия и отбранителни позиции. Най-важните съветски разузнавателни организации във Финландия са НКВД и Специалният отдел. Ленинградският военен окръг, Балтийският флот и гранични войски под командване на НКВД провеждат операции по шпиониране. Финландците изобличават две шпионски дела през 1930-те години.
Съветското разузнаване публикува свръхсекретен и много детайлен фотоалбум на финландския терен и фортификации през 1938 г. Книгата включва доклад от 7 страници и 22 страници с карти и снимки. Разузнавателната дейност на СССР се увеличава през 1938 г. и най-вече през 1939 г. Преди началото на Зимната война, съветското разузнаване публикува книга с описания на маршрути към Финландия за офицери на Червената армия. По-късно е публикувана под заглавието „Наръчник на Червената армия за поход във Финландия“. Наръчникът включва над 200 страници с карти и снимки.
Заедно с разузнаването, СССР получава детайлна карта на укрепленията в Карелския провлак. Немски военен аташе в Хелзинки, генерал Арнике, я предава на Москва през септември 1939 г.

## Устройство на линията
Линията минава от брега на Финския залив на запад, през Сума до река Вуокса и завършва при Тайпале на изток. Състои се от 157 картечни гнезда и 8 артилерийски позиции, построени от бетон. Районът около Сума е най-тежко укрепеният, защото е сметнат за най-уязвимата позиция.
Брегът на Финския залив е охраняван от Форт Сааренпяя, а брегът на Ладожкото езеро – от Форт Ярисевя. Тези позиции на бреговата артилерия имат 5", 6" и 10" оръдия.
За разлика от френската линия „Мажино“ и други подобни укрепления, направени с огромни бункери и линии от противотанкови капани, линията „Манерхайм“ е построена, използвайки основно естествения терен. Много предмети, като например паднали дървета и камъни, са инкорпорирани в отбранителните позиции. Финландците също усвояват техники на камуфлаж, които използват добре.
Линията не е построена на висока цена. Целта ѝ е по-скоро да забави, отколкото да отблъсне нахлуване. Използва преимуществено местни материали. Линията прилага методологията на гъвкава защита и използва повече окопи и препятствия, отколкото големи дълговременни огневи съоръжения.
Наименованието на линията е предполагаемо измислено от Йорма Гален-Калела и разпространено от чуждестранни журналисти.

## Зимната война
През Зимната война линията възпира съветското настъпление за два месеца. Форт Сааренпяя бива атакуван от съветските линкори Марат и Октябърская революция няколко пъти през декември 1939 г. и януари 1940 г., но финландците отблъскват атаките, изпъждайки Революция с близки изстрели на 18 декември 1939 г.
По време на войната финландската и съветската пропаганда значително преувеличава размера на укрепленията по линията: финландците – за да увеличат националния морал, а Съветите – за да обяснят бавния прогрес на войските си срещу финландската защита. Впоследствие митът за „силно укрепената“ „Линия Манерхайм“ навлиза в съветската военна история и някои западни източници. Бункерите на линията са малки и нарядко, голяма част от линията е заета от окопи, а артилерията е недостатъчна.
След Зимната война съветските военни инженери разрушават останалите съоръжения. През Карелската кампания линията не е повторно укрепена, въпреки че и съветите, и финландците използват нейните естествени преимущества в хода на финландското настъпление от 1941 г. и последвалата съветска офанзива от 1944 г.